# Безуглий Олександр Іванович
Олександр Іванович Безуглий (29 березня 1928, село Кам'янка, нині Сумської області — 16 липня 1997, Київ) —визначний  український гобоїст. Професор Національної музичної академії України імені Петра Чайковського. Лауреат другої премії Всесвітнього фестивалю молоді та студентів (Бухарест, 1953).

## Життєвий шлях
1943 року закінчив музичну школу-десятирічку при Київській державній консерваторії ім. П. І. Чайковського, 1954 році — Київську державну консерваторію ім. П. І. Чайковського (клас В. Федорова, В. Яблонського).
З 1954 року соліст Державного симфонічного оркестру України, а від 1966 соліст симфонічного оркестру Київського театру опери і балету ім. Т. Г. Шевченко. З 1954 року — викладач Київської державної консерваторії ім. П. І. Чайковського.
З ім'ям О. І. Безуглого пов'язаний півстолітній період формування Київської гобойної школи. Продовжуючи славні традиції своїх попередників по духовій кафедрі професорів В. М. Яблонського, А. Ф. Проценка, О. Литвинова і спираючись на здобутки своїх колег він протягом десятиріч підготував ряд визначних гобоїстів, які активно продовжують традиції київської виконавської школи. Серед них О. Козиненко, Л. Гольцман, О. Щеглов, Ю. Захаренко, М. Дєснов, В. Бойко, В. Рудницький, Р. Мелешко, П. Ярмола, О. Соколовський, О. Гришин, С. Доркін, Т. Доненко, А. Сикмедін, Пінчук Я, Д. Харитонов, І. Коморовський та інші.

## Творча праця
Протягом праці в оркестрі працював з визначними диригентами сучасності які високо оцінювали його виконавську майстерність: Канарштейн М. М., Колеса М. Ф., Тольба В. С., Рахлін Н. Г., Симеонов К. А., Турчак С. В., Гнєдаш В. Б., Блажков І. І., Кожухар В. М., Г. Рождєственский, І. Гамкало, І. А. Власенко, Рябов та інші. До його виконавського здобутку належать твори світової музичної класики: Симфонії Й.Гайдна, В. А. Моцарта, П. І. Чайковского, Л.Ревуцького, Б.Лятошинського твори Й. С. Баха, Г. Ф. Генделя, опери і балети які були в репертуарі київського театри в 60-70 роках XX століття.
О. І. Безуглий був досить вимогливий та відповідний виконавець як до себе так і до колег по оркестру. Оркестрові солові партії завжди виконував виразно на високому професійному рівні. Звук його гобою був досить прозорий, легкий і за способом гри був подібний французькій виконавській школі.
Багато музики за його участі записано у фонд українського радіо. Як член оркестру багаторазово брав участь у записі музики до фільмів на Київській кіностудії ім. О.Довженка. Має записи на платівках як солові так і у складі різноманітних ансамблів. В педагогічній практиці з студентами працював над якістю звуку, фразуванням, інтонацією та досконалістю музичного твору. Досить відповідно працював над підготовкою студентів до виступів або до республіканських конкурсів. О.Безуглий є автором обробок творів для гобоя і автором посібників для розвитку техніки гобоя.
На кафедрі духових та ударних інструментів мав великий авторитет. Був автором ряду методичних розробок для розвитку техніки гобойя. Є автором декілька збірок: «Техніка гобою». Активно брав участь у підготовці і проведенні республіканських конкурсів, у створенні Державного духового оркестру України. Неодноразово був членом і головою різноманітних комісій, конкурсів.
Помер 16 липня 1997 року у Києві.